# (7855) Tagore
(7855) Tagore ist ein Asteroid im mittleren Asteroidengürtel. Er wurde am 16. Oktober 1977 von dem niederländischen Astronomenehepaar Cornelis Johannes van Houten und Ingrid van Houten-Groeneveld von der Universität Leiden bei der Auswertung von Himmelsbildern, die Tom Gehrels aufgenommen hatte, entdeckt. Die Bilder waren im Rahmen der dritten Trojaner-Durchmusterung entstanden, einer groß angelegten Himmelsdurchmusterung mit Hilfe des 120-cm-Oschin-Schmidt-Teleskops des Palomar-Observatoriums (IAU-Code 675).
Der Asteroid gehört zur Eunomia-Familie, einer nach (15) Eunomia benannten Gruppe, zu der vermutlich fünf Prozent der Asteroiden des Hauptgürtels gehören. Nach der SMASS-Klassifikation (Small Main-Belt Asteroid Spectroscopic Survey) wurde bei einer spektroskopischen Untersuchung von Gianluca Masi, Sergio Foglia und Richard P. Binzel bei (7855) Tagore von einer hellen Oberfläche ausgegangen, es könnte sich also, grob gesehen, um einen S-Asteroiden handeln.
(7855) Tagore wurde am 5. Oktober 1998 nach dem bengalischen Dichter Rabindranath Tagore benannt, dem 1913 der Nobelpreis für Literatur verliehen worden war. Schon 1976 war ein Einschlagkrater auf der südlichen Hemisphäre des Planeten Merkur nach ihm benannt worden in der bengalischen Schreibweise seines Namens: Merkurkrater Thākur.